# Elliptoblatta parallela
Elliptoblatta parallela är en kackerlacksart som beskrevs av Lucien Chopard 1952. Elliptoblatta parallela ingår i släktet Elliptoblatta och familjen jättekackerlackor.
Artens utbredningsområde är Madagaskar. Inga underarter finns listade i Catalogue of Life.